# Sunita Danuwar
Sunita Danuwar (Kasigadh, 16 de julio de 1977) es una activista por los derechos humanos nepalí, fundadora de la Fundación Sunita y Shakti Samuha, una organización no gubernamental con sede en Nepal, formada por mujeres rescatadas de burdeles en India y que trabaja contra la trata de mujeres.

## Primeros años

### Infancia (1977-1992)
Sunita Danuwar nació en Kasigadh VDC, distrito de Dailekh, y es hija de Ganga Ban y Chandrakala Ban  que se encuentra en la remota parte occidental de Nepal. Debido a que la educación de las niñas no es una prioridad para la mayoría de las familias nepalesas pobres, Danuwar no tuvo la oportunidad de ir a la escuela durante su infancia. Sin embargo, su padre le enseñó el alfabeto y los números nepalíes. A los cinco años, después de haber perdido a seis hermanos y hermanas por la desnutrición, la pobreza y la falta de acceso a la atención médica, ella y su familia se establecieron en Jammu y Cachemira, un estado en el norte de la India. Cuando Danuwar cumplió los catorce años, la familia decidió mudarse nuevamente, esta vez a Nainital.

### Seis meses en un burdel (1996)
De camino a Nainital, su familia se detuvo en Almora, una ciudad del estado de Uttarakhand, con el fin de ganar algo de dinero para continuar sus viajes. Allí, conocieron a dos conductores de tractores nepalíes y se hicieron amigos de ellos. Cuando la familia de Danuwar finalmente reunió fondos suficientes para continuar el viaje hacia Nainital, los dos conductores de tractores drogaron la comida de Danuwar, lo que la hizo perder el conocimiento. La vendieron a un burdel en Mumbai por 40.000 rupias indias.[cita requerida]
Cuando se dio cuenta de que estaba en un burdel, Danuwar se negó categóricamente a tener relaciones sexuales a pesar de la tortura física y mental que estaba soportando y pensó en suicidarse. Aproximadamente un mes después, el dueño del burdel la vendió a otro burdel por 100.000 rupias indias. Allí también fue torturada y amenazada de muerte hasta que el dueño del burdel ordenó que cinco hombres la violaran, dejándola sin otra opción que trabajar como trabajadora sexual forzada durante seis meses. Finalmente escapó el 5 de febrero de 1996, gracias a las grandes redadas de burdeles en Mumbai durante ese año, lanzadas por la enorme presión proveniente de organizaciones de derechos de la infancia a nivel nacional e internacional para salvar a los niños menores de la esclavitud sexual forzada. Durante esas redadas, 484 niñas y mujeres fueron rescatadas de burdeles. Más del 40% de ellas eran de Nepal, como Danuwar.
Siete meses después, casi 128 niñas y mujeres nepalíes regresaron a Katmandú, Nepal y quince de ellas, incluida Danuwar, decidieron crear una organización llamada Shakti Samuha, Nepali for Power Group.

## Vida después del burdel (1996-presente)

### Shakti Samuha
Danuwar y sus amigos crearon Shakti Samuha en 1996. El objetivo principal era crear conciencia sobre el problema del tráfico ilegal de niñas y mujeres. Comenzó a pasar mucho tiempo caminando por las calles de varias aldeas nepalíes para advertir a las niñas y mujeres en riesgo de ser víctimas de la trata. También escribió guiones para obras en las que actuaría como propietaria de un burdel o como agente de bolsa, escenificando sus obras con otros miembros de Shakti Samuha directamente en las calles.
Sin embargo, Danuwar no se limita a un rol particular en la organización. Es consejera y maestra de las niñas y mujeres rescatadas. También participa en la formulación de políticas, el desarrollo de estrategias y los programas de capacitación de la organización. Desde 2011, se convirtió en presidenta de la organización por segunda vez (su primer mandato duró de 2000 a 2004).

### Educación
En 2001, Danuwar ingresó al séptimo grado en Katmandú, Nepal y permaneció dos años en la escuela gracias al apoyo de los donantes de Shakti Samuha. En 2009, logró encontrar fondos para asistir a cursos de apoyo escolar durante cuatro meses y luego se unió a SLC, el último año de escolarización en Nepal. Aprobó el examen de la escuela secundaria y estudió durante dos años en Padma Kanya Multiple Campus, Katmandú. Actualmente está trabajando para obtener una licenciatura en obras sociales en Kadambery Academy, Katmandú.

### Otros compromisos
Danuwar ha sido miembro de la Junta de la Alianza Global contra la Trata de Mujeres desde 2008 y una de las miembros de la Junta Ejecutiva de la Federación de ONG de Nepal (NFN). También fue presidenta de la Alianza contra la trata de mujeres y niños en Nepal (AATWIN) de 2009 a 2010. El 14 de abril de 2015, formó parte del Panel de Oradores de un evento de alto nivel sobre el Fondo Fiduciario de Contribuciones Voluntarias de las Naciones Unidas para las Víctimas de la Trata de Personas.
Después del terremoto de abril de 2015 en Nepal, Danuwar pidió la mayor vigilancia posible y exhortó a las niñas y mujeres en particular a protegerse contra el tráfico sexual. Ella declaró: "Estamos recibiendo informes de [individuos] que fingen ir a rescatar y mirar a la gente". Shakti Samuha también fue una de las socias de Childreach International en su proyecto Enseñar, No Traficar. Con respecto a ese proyecto, afirmó: "Como sobreviviente de la trata, sé lo malvada y dañina que es la práctica, y las consecuencias que tiene no solo para las víctimas de la trata, sino para comunidades enteras. El proyecto Enseñar, No Traficar de Childreach International es una campaña de enorme importancia que nos ayudará a reducir la trata de niños en Nepal y, con suerte, con la educación y la narración adecuadas, evitará que suceda en el futuro".
Danuwar es también uno de los dos personajes principales de The Color of Brave, un documental nepalí dirigido por el cineasta Binod Adhikari.

## Premios y honores
- En 2012, Danuwar recibió una carta de honor del Comando de Operaciones Especiales de Estados Unidos en la que reconocían su lucha contra la trata de personas.[4]
- En 2013, recibió el premio Roman Magasaysay por su grupo Shakti Samuha en el campo de la trata de mujeres.
- En 2014, fue seleccionada como una de las finalistas del Premio Roland Berger a la Dignidad Humana.[17]
- En 2014, fue una de las diez personas que recibieron el Premio Niño 10 (C10) por su lucha contra la trata de niños.[18][19][20][21][22][23][24]
- En 2018, recibió el reconocimiento del Departamento de Estado de EE. UU. En Washington.[25]

## Citas
- "Tenemos muchas esperanzas de que la policía comunitaria coopere para crear un entorno laboral respetable para las mujeres en el sector del entretenimiento" (declaración de Sunita Danuwar sobre el proyecto de capacitación de seis días organizado por la ONG Free the Slaves ).[26]
- "Es un gran honor para mí y para mi organización" (reacción de Sunita Danuwar después de que Shakti Samuha recibiera el Premio de Derechos Humanos de la República Francesa).[27]
- "Estamos muy contentos de ser honrados con tal premio. Es la primera ocasión que una organización en Nepal se lleva un premio internacional a nivel asiático". (La reacción de Sunita Danuwar después de que Shakti Samuha ganara el premio Ramon Magsaysay 2013).[28]
- "Este es el momento en que los intermediarios van en nombre del alivio para secuestrar o atraer mujeres. Estamos distribuyendo asistencia para que la gente se dé cuenta de que alguien podría venir a engañarlos", (declaración de Sunita Danuwar después del terremoto de abril de 2015 en Nepal).[11]
- "La trata de personas ha aumentado enormemente después de los terremotos. Para el traficante de sexo, este es el momento propicio para ir a las comunidades y atraer a mujeres y niñas a la India, los países del Golfo y otros lugares, dándoles falsas promesas de mejores oportunidades. Escuchamos que las niñas pequeñas de los distritos más afectados están siendo traficadas de esta manera. Esto es lo que está sucediendo con estas mujeres y niñas: ayúdenos a ponerle fin". (Declaración de Sunita Danuwar después del terremoto de abril de 2015 en Nepal).[29]